# Oneida (Pensilvania)
Oneida es un lugar designado por el censo ubicado en el condado de Schuylkill en el estado estadounidense de Pensilvania. En el año 2000 tenía una población de 219 habitantes y una densidad poblacional de 438 personas por km².

## Geografía
Oneida se encuentra ubicado en las coordenadas 40°54′27″N 76°7′31″O / 40.90750, -76.12528.

## Demografía
Según la Oficina del Censo en 2000 los ingresos medios por hogar en la localidad eran de 25.250 dólares y los ingresos medios por familia de 28.250 dólares. Los hombres tenían unos ingresos medios de 27.917 dólares frente a 27.917 para las mujeres. La renta per cápita para la localidad era de 18.756 dólares. Alrededor del 2,2% de la población estaba por debajo del umbral de pobreza.